# Grammy Awards 1975
La 17ª edizione dei Grammy Awards si è svolta il 1º marzo 1975 presso il Teatro Uris di New York.

## Vincitori e candidati

### Categorie principali

#### Registrazione dell'anno
- I Honestly Love You - Olivia Newton-John; John Farrar (produttore)
- Don't Let the Sun Go Down on Me - Elton John; Gus Dudgeon (produttore)
- Feel Like Makin' Love - Roberta Flack; Rubina Flake (produttore)
- Help Me - Joni Mitchell; Joni Mitchell e Henry Lewy (produttori)
- Midnight At The Oasis - Maria Muldaur; Joe Boyd e Lenny Waronker (produttori)

#### Canzone dell'anno
- The Way We Were, scritta da Alan Bergman, Marilyn Bergman e Marvin Hamlisch, cantata da Barbra Streisand
- Feel Like Makin' Love, scritta da Gene McDaniels, cantata da Roberta Flack
- I Honestly Love You, scritta da Jeff Barry e Peter Allen, cantata da Olivia Newton-John
- Midnight At The Oasis, scritta da David Nichtern, cantata da Maria Muldaur
- You And Me Against The World, scritta da Paul Williams e Ken Ascher, cantata da Helen Reddy

#### Album dell'anno
- Fulfillingness' First Finale - Stevie Wonder
- Back Home Again - John Denver
- Band on the Run - Paul McCartney and Wings
- Caribou - Elton John
- Court and Spark - Joni Mitchell

#### Miglior artista esordiente
- Marvin Hamlisch
- Bad Company
- Johnny Bristol
- David Essex
- Phoebe Snow
- Graham Central Station

### Pop

#### Miglior interpretazione pop vocale femminile
- Olivia Newton-John - I Honestly Love You
- Roberta Flack - Feel Like Makin' Love
- Carole King - Jazzman
- Cleo Laine - Cleo Laine Live at Carnegie Hall
- Joni Mitchell - Court and Spark

#### Miglior interpretazione pop vocale maschile
- Stevie Wonder - Fulfillingness' First Finale
- Harry Chapin - Cat's in the Cradle
- Elton John - Don't Let the Sun Go Down on Me
- Billy Preston - Nothing From Nothing
- Dave Loggins - Please Come to Boston

#### Miglior interpretazione pop vocale di un gruppo/duo
- Band on the Run - Paul McCartney & Wings

### Produzione e ingegneria del suono

#### Produttore dell'anno
- Thom Bell
- Rick Hall
- Lenny Waronker
- Stevie Wonder
- Billy Sherrill

### R&B

#### Miglior canzone R&B
- Living for the City, scritta ed eseguita da Stevie Wonder
- Dancing Machine, scritta da Hal Davis, Don Fletcher e Dean Parks, eseguita da The Jackson 5
- Rock Your Baby, scritta da Harry Wayne Casey e Richard Finch, eseguita da George McCrae
- For the Love of Money, scritta da Kenneth Gamble, eseguita da The O'Jays